# Шадрин, Владимир Николаевич
Влади́мир Никола́евич Ша́дрин (6 июня 1948, Москва — 26 августа 2021, Москва) — советский хоккеист (центральный нападающий), советский и российский хоккейный тренер. Заслуженный мастер спорта СССР (1971).

## Биография
Окончил математическую школу с золотой медалью. Воспитанник хоккейного клуба «Спартак» (Москва), почти всю спортивную карьеру играл за эту команду — с 1965 по 1979 год.
Во время Суперсерии СССР — Канада 1972 года занял второе место в команде СССР по результативности, набрав 8 очков (3+5).
Последние четыре сезона (с 1979 по 1983 год) выступал с Юрием Ляпкиным за японский клуб «Одзи Сейси».
Окончил МИНХ и ГП имени И. М. Губкина (1966—1975) и Высшую школу тренеров при ГЦОЛИФК (1983—1985). Член КПСС с 1977 года.
Работал:
- старшим тренером команды «Спартак» Москва (1984)
- старшим тренером СДЮШОР «Спартак», Москва (до 1991 г.)
- старшим тренером юношеской сборной страны (с 1992 по 1997 г.)
- генеральным директором дворца спорта «Сокольники» (с 2000 г.)

Занимал должность вице-президента ХК «Спартак» (Москва).
Был женат, есть дочь и внук.
Скончался 26 августа 2021 года в Москве. Похоронен на Троекуровском кладбище (участок № 21).

## Достижения
- Двукратный Олимпийский чемпион (1972, 1976). Лучший бомбардир Олимпийских игр 1976 года
- 5-кратный чемпион мира (1970, 1971, 1973—1975)
- 4-кратный чемпион Европы (1970, 1973—1975)
- 3-кратный чемпион СССР (1967, 1969, 1976)
- Участник Суперсерии-1972 и Суперсерии-1974
- Член Клуба Всеволода Боброва (309 шайб).

## Награды
- Орден Почёта (26 декабря 2011) — за большой вклад в развитие физической культуры и многолетнюю добросовестную работу[6]
- Орден Дружбы (1996)
- Орден «Знак Почёта» (1975)
- Медаль «За трудовую доблесть» (3 марта 1972)
- грамота Президиума ВС РСФСР
- другие знаки отличия

## Статистика клубная[7]
И = Игр сыграно; Г = Голов забито; П = Пасов отдано; О = Очков набрано по системе гол+пас; Ш = Штрафных минут
| Сезон     | Клуб                     | Лига   | И   | Г   | П  | О  | Ш  |
| --------- | ------------------------ | ------ | --- | --- | -- | -- | -- |
| 1965/1966 | «Спартак» Москва         | СССР   | 27  | 11  |    |    |    |
| 1966/1967 | «Спартак» Москва         | СССР   | 36  | 13  |    |    |    |
| 1967/1968 | «Спартак» Москва         | СССР   | 36  | 10  |    |    |    |
| 1968/1969 | «Спартак» Москва         | СССР   | 42  | 12  |    |    |    |
| 1969/1970 | «Спартак» Москва         | СССР   | 31  | 28  |    |    |    |
| 1970/1971 | «Спартак» Москва         | СССР   | 37  | 22  | 11 | 33 |    |
| 1971/1972 | «Спартак» Москва         | СССР   | 31  | 14  |    |    |    |
| 1972/1973 | «Спартак» Москва         | СССР   | 31  | 24  | 15 | 39 | 16 |
| 1973/1974 | «Спартак» Москва         | СССР   | 32  | 18  | 11 | 29 | 14 |
| 1974/1975 | «Спартак» Москва         | СССР   | 36  | 14  | 14 | 28 | 14 |
| 1975/1976 | «Спартак» Москва         | СССР   | 35  | 17  | 18 | 35 | 20 |
| 1976/1977 | «Спартак» Москва         | СССР   | 29  | 14  | 17 | 31 | 14 |
| 1977/1978 | «Спартак» Москва         | СССР   | 20  | 7   | 14 | 21 | 12 |
| 1978/1979 | «Спартак» Москва         | СССР   | 22  | 9   | 8  | 17 | 6  |
| 1979/1980 | Одзи Сейси Томакомай     | Япония | 15  | 17  | 14 | 31 |    |
| 1980/1981 | Одзи Сейси Томакомай     | Япония | 20  | 16  | 23 | 39 |    |
| 1981/1982 | Одзи Сейси Томакомай     | Япония | 30  | 25  | 54 | 79 |    |
| 1982/1983 | Одзи Сейси Томакомай     | Япония | 30  | 20  | 49 | 69 |    |
|           |                          |        |     |     |    |    |    |
|           | Всего в чемпионатах СССР |        | 445 | 213 |    |    |    |

## Статистика в сборной
В течение 10 сезонов выступал за сборную СССР по хоккею. Сыграл 169 матчей и забил 71 шайбу.

## Память

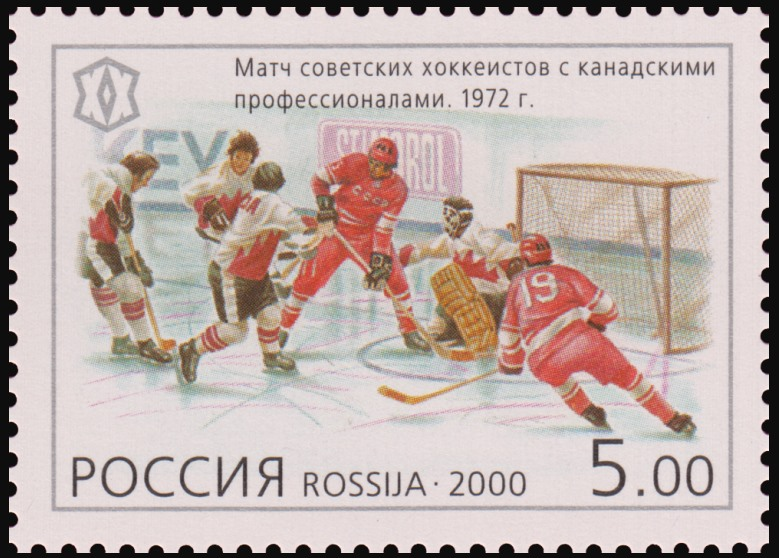

В 2000 году Почта России выпустила посвящённую суперсерии-1972 марку «Матч советских хоккеистов с канадскими профессионалами. 1972», на которой изображён Владимир Шадрин, выступающий под № 19.